# Třída Phénix (1939)
Třída Phénix byla plánovaná třída ponorek francouzského námořnictva z období druhé světové války. Celkem bylo objednáno třináct jednotek této třídy, ale vzhledem k porážce Francie v červnu 1940 nebyla rozestavěna ani jedna.

## Pozadí vzniku
Celkem byla schválena stavba třinácti jednotek této třídy, která byla vylepšenou verzí třídy Aurore. Stavba první byla schválena v rámci programu pro rok 1939 a dalších dvanáct v programu pro rok 1940. Stavba všech byla zrušena před založením kýlu. Ponorky měly nést jména Phénix, Brumaire, Floréal, Frimaire, Fructidor, Germinal, Messidor, Nivôse, Pluviôse, Prairal, Thermidor, Vendémiaire a Ventôse.

## Konstrukce
Výzbroj mělo tvořit deset 550mm torpédometů, jeden 40mm kanón a jeden 20mm kanón. Pohonný systém tvořily dva diesely Sulzer o výkonu 4200 bhp a dva elektromotory o výkonu 1400 bhp, pohánějící dva lodní šrouby. Nejvyšší rychlost měla dosahovat 18 uzlů na hladině a devět uzlů pod hladinou.